# Lögn
Lögn är en oriktig utsaga som uttalas såsom varande sann, med avsikt att få dem som tar del av utsagan att anta dess riktighet trots att den som uttalar den vet att den är osann, att med ett påstående avsiktligt föra någon bakom ljuset. För att betecknas som lögn krävs ett uppsåt, till skillnad från att i god tro framföra en osanning som personen själv tror är sann. Mytomani är en form av tvångsmässigt ljugande.
Andra former av bedrägeri, såsom förklädnader, förfalskningar och trolleri, betecknas strängt taget inte som lögner.

## Typer av lögner
Det finns många typer av lögner.

### Den stora lögnen
Den stora lögnen är ett begrepp inom propaganda som myntades av Adolf Hitler i Mein Kampf och som syftar på en lögn som är så kolossal att allmänheten utgår ifrån att ingen skulle ha mage att ljuga så stort.

### Bluff
En bluff är en sorts lögn som går ut på att få andra att tro att man har en förmåga eller en avsikt som man inte har. Inom spel betecknas bluffar som en del av de strategier spelarna kan begagna sig av för att skaffa fördelar gentemot de andra spelarna.

### Vit lögn
En vit lögn är en mindre lögn som inte syftar till att ge lögnaren fördelar utan typiskt att undvika att avslöja information som lögnaren av någon anledning inte anser sig vilja eller ha rätt att avslöja och som den som itutas lögnen inte skulle ha glädje av eller bör få tillgång till, till exempel en planerad överraskning, en icke-offentliggjord graviditet eller att något som givits eller bjudits på inte uppskattats.[källa behövs]